# NGC 1440
NGC 1440 este o galaxie lenticulară situată în constelația Eridanul. A fost descoperită în 6 octombrie 1785 de către William Herschel. Se află la o distanță de 20,59 de megaparseci de Pământ.